# فری ویل
فری ویل (انگلیسی: Frey Wille) شرکت پوشاک اتریشی است، که در سال ۱۹۵۱ تأسیس شد.